# Ruta departamental AR-123
La autopista Arequipa-La Joya, oficialmente Ruta departamental AR-123, es una vía asfaltada en construcción de dos carriles por sentido que recorrerá la provincia de Arequipa en el departamento de Arequipa. La construcción de la primera etapa inició en abril de 2010 y culminó en diciembre de 2012. La segunda etapa culminará en 2026. La construcción de la primera etapa costó S/. 114 millones 752 mil.
La trayectoria es el empalme PE-1S (Dv. Repartición) – Dv. Variante Uchumayo - empalme PE-34 A (Zamacola).

## Historia
La construcción de la vía está a cargo del gobierno regional de Arequipa en la ejecución de los túneles mellizos. Mientras que el MTC, a mediante Provías, se encargará de la construcción de la pista faltante hasta La Joya y el intercambio vial que se unirá con la carretera Panamericana Sur.

### Primera etapa
En el 2004 fue presentado la iniciativa privada para construir la carretera. El 25 de enero de 2005, el Consejo Regional de Arequipa entregó la concesión a Congesco. El 21 de julio de 2005 se suscribió el contrato.
El 20 de diciembre de 2006 el gobierno regional aceptó la modificación del contrato. El 5 de noviembre del 2008 Congesco traspasó la concesión a Arequipa-La Joya SAC. El 19 de diciembre de 2008 el gobierno regional firmó la adenda al contrato con la nueva concesionaria. En mayo de 2009 se hacen modificaciones al contrato.
En julio de 2009, el gobierno regional cambia el proyecto de concesión a cofinanciado. El 11 de enero de 2010 la concesionaria presentó los estudios y diseños definitivos del proyecto. En septiembre, el Consejo autoriza la realización bajo la modalidad de administración directa.
Según la Contraloría las presuntas irregularidades en el proyecto generó perjuicios al estado calculadas en S/86 millones.

### Segunda etapa
En 2022 se inició la construcción de la segunda etapa que comprende el tramo del puente Virgen de Chapi - La Joya, se prevé que culminará en 2026.
El proyecto tiene un costo de 550 millones de soles. La construcción comprende la vía de 24.5 km, el puente sobre el río Chili, el túnel, el intercambio vial.